# Тернен (река)
Тернен (фр. Ternin) — река во Франции. Длина — 48 км, площадь бассейна — 257 км².
Тернен протекает на территории плоскогорья Морван по трём департаментам Бургундии — Франш-Конте — Кот-д’Ор, Ньевр и Сона и Луара, впадая в реку Арру.
Среднегодовой расход воды (1967—2008) на гидрологической станции в коммуне Таверне — 3,7 м³/с, колеблется от 8,0 м³/с в феврале до 0,6 м³/с в августе-сентябре.
Крупнейший населённый пункт на реке — город Отён.